# Anii 90 î.Hr.
Secole: Secolul al II-lea î.Hr. - Secolul I î.Hr. - Secolul I
Decenii: Anii 140 î.Hr. Anii 130 î.Hr. Anii 120 î.Hr. Anii 110 î.Hr. Anii 100 î.Hr. - Anii 90 î.Hr. - Anii 80 î.Hr. Anii 70 î.Hr. Anii 60 î.Hr. Anii 50 î.Hr. Anii 40 î.Hr.
Anii: 100 î.Hr. | 99 î.Hr. | 98 î.Hr. | 97 î.Hr. | 96 î.Hr. | 95 î.Hr. | 94 î.Hr. | 93 î.Hr. | 92 î.Hr. | 91 î.Hr. | 90 î.Hr.
Evenimente